# Hrabstwo Lee (Floryda)
Lee – hrabstwo w stanie Floryda w USA. Populacja liczy 618751 mieszkańców (stan według spisu z 2010 roku).
Powierzchnia hrabstwa to 3141 km² (w tym 1057 km² stanowią wody). Gęstość zaludnienia wynosi 297,1 osoby/km².

## Miejscowości
- Bonita Springs
- Cape Coral
- Fort Myers
- Fort Myers Beach
- Sanibel

## CDP
| - Alva - Bokeelia - Buckingham - Burnt Store Marina - Captiva - Charleston Park | - Cypress Lake - Estero (wieś) - Fort Myers Shores - Gateway - Harlem Heights - Iona | - Lehigh Acres - Lochmoor Waterway Estates - Matlacha - Matlacha Isles-Matlacha Shores - McGregor | - North Fort Myers - Olga - Page Park - Palmona Park - Pine Island Center | - Pine Manor - Pineland - Punta Rassa - San Carlos Park - St. James City | - Suncoast Estates - Three Oaks - Tice - Villas - Whiskey Creek |